# Grauer Schimmel
Grauer Schimmel (även Grauer Schimme och Graue Gimme) är en bergstopp i Österrike. Den ligger i distriktet Lienz och förbundslandet Tyrolen, i den centrala delen av landet. Toppen på Grauer Schimmel är 3 053 meter över havet.
Den högsta punkten i närheten är Muntanitz, 3 232 meter över havet, söder om Grauer Schimmel.
Trakten runt Grauer Schimmel består i huvudsak av kala bergstoppar och isformationer.